# HuczuHucz
HuczuHucz, właśc. Leszek Szwed (ur. 14 września 1990 w Gdyni) – polski raper. Członek formacji Koty Katz, prowadzi także solową działalność artystyczną.
Muzyk zadebiutował w 2008 roku nielegalem pt. Zabili mi DJ-a. Kolejne nagrania HuczuHucz wydał dwa lata później na nielegalu pt. Haust. Na płycie znalezło się jedenaście piosenek. W jednej z nich – „Nie masz mnie” gościnnie wystąpiła Iza Lach – piosenkarka, w latach późniejszych znana ze współpracy z amerykańskim raperem Snoop Doggiem. 6 grudnia 2011 roku nakładem oficyny High Time ukazał się trzeci nielegal HuczuHucza pt. Po tej stronie raju. W ramach promocji do pochodzących z płyty piosenek „Krzyk” i „Oszuści” zostały zrealizowane teledyski. Wydawnictwo zostało wyprodukowane m.in. przez Nowika, PTK, Gzbka, DJ-a Chrome, Marsana oraz Exigera. Natomiast wśród gości na albumie znaleźli się m.in. Te-Tris, Spec, Raca oraz Rover.
19 maja 2014 roku ukazał się pierwszy, dostępny w powszechnej sprzedaży album rapera zatytułowany Gdzie wasze ciała porzucone. Wydawnictwo promowane teledyskami do utworów „VHS / Jak nie teraz, to kiedy?” i „Pauza” ukazało się nakładem wytwórni muzycznej Prosto. Wśród gości na płycie znaleźli się m.in. Justyna Kuśmierczyk, Joanna Rybka, Marcin Kiraga, Gedz oraz W.E.N.A. Natomiast produkcji nagrań podjęli się BobAir, Odme, PawBeats oraz 2sty. Płyta zadebiutowała na 26. miejscu najpopularniejszych płyt w Polsce (OLiS).

## Dyskografia
Albumy
| Zabili mi DJ-a              | - Data: 2008 - Wydawca: brak (nielegal)                | —  |
| Haust                       | - Data: 14 sierpnia 2010 - Wydawca: brak (nielegal)    | —  |
| Po tej stronie raju         | - Data: 6 grudnia 2011 - Wydawca: High Time (nielegal) | –  |
| Gdzie wasze ciała porzucone | - Data: 19 maja 2014 - Wydawca: Prosto                 | 21 |
| „—” album nie był notowany. |                                                        |    |

Inne
| Album                                           | Rok  | Utwór                                                                         | Źródło |
| ----------------------------------------------- | ---- | ----------------------------------------------------------------------------- | ------ |
| Spec & Grucha – Goście                          | 2011 | „Goście” (gościnnie: Boxi, HuczuHucz, Dj Gradu)                               | [ 10 ] |
| 300 Mil Projekt – 300 mil projekt               | 2012 | „Zamieńmy słowo” (gościnnie: HuczuHucz, Bonson)                               | [ 11 ] |
| SB – Struktura dźwięków                         | 2012 | „Tablica” (gościnnie: HuczuHucz, Żyt Toster, Szokaz)                          | [ 12 ] |
| Skate-Europe.com (kompilacja)                   | 2012 | Spec – „Czas się pożegnać” (gościnnie: HuczuHucz)                             | [ 13 ] |
| Pjentak Siejek Rin Zbylu – LP                   | 2012 | „Z dala od zgiełku” (gościnnie: HuczuHucz)                                    | [ 14 ] |
| Żyt Toster – Pięć miejsc po przecinku           | 2012 | „Jeszcze raz” (gościnnie: Diset, HuczuHucz, Rak)                              | [ 15 ] |
| NNFOF – No Name Full of Fame                    | 2012 | „Zapomnij o ulicach” (gościnnie: Erking, HuczuHucz, Emas, Żyt Toster, Stillo) | [ 16 ] |
| Muody/Kret – Poszukiwacze szczęścia             | 2012 | „Ostatni oddech” (gościnnie: HuczuHucz)                                       | [ 17 ] |
| 2sty – Puzzle                                   | 2013 | „Boję się” (gościnnie: HuczuHucz)                                             | [ 18 ] |
| Deobson – Oddycham                              | 2013 | „Patrzę na świat” (gościnnie: HuczuHucz, Zeus)                                | [ 19 ] |
| Czeski – Nigdy nie jest za późno by coś zmienić | 2013 | „Od miłości do nienawiści” (gościnnie: HuczuHucz)                             | [ 20 ] |
| White House – Kodex 5 Elements                  | 2014 | „Sinusoida” (gościnnie: Gedz, HuczuHucz)                                      | [ 21 ] |
| Prosto Mixtape IV (kompilacja)                  | 2015 | Kaen, HuczuHucz, Parzel – „Miasto o świcie”                                   | [ 22 ] |

## Teledyski
| Tytuł                                                                                 | Rok  | Reżyseria                 | Album                       | Źródło |
| ------------------------------------------------------------------------------------- | ---- | ------------------------- | --------------------------- | ------ |
| „Krzyk”                                                                               | 2011 | High Time TV              | Po tej stronie raju         | [ 23 ] |
| „Oszuści”                                                                             | 2012 | —                         | Po tej stronie raju         | [ 24 ] |
| „Płacz”                                                                               | 2012 | —                         | —                           | [ 25 ] |
| „Pauza”                                                                               | 2013 | Wolne Style Videos        | Gdzie wasze ciała porzucone | [ 26 ] |
| „VHS / Jak nie teraz, to kiedy?”                                                      | 2014 | Wolne Style Videos        | Gdzie wasze ciała porzucone | [ 27 ] |
| „Syf” (oraz Gedz)                                                                     | 2014 | ZU Road                   | Gdzie wasze ciała porzucone | [ 28 ] |
| „Nie pamiętam wczoraj” (oraz Flojd, Mel)                                              | 2014 | Śliwers Pic               | —                           | [ 29 ] |
| „#Hot16Challenge”                                                                     | 2014 | —                         | —                           | [ 30 ] |
| Gościnnie                                                                             |      |                           |                             |        |
| SB – „Tablica / Na powierzchni” (gościnnie: HuczuHucz, Żyt Toster, Szokaz, DwaZera)   | 2012 | —                         | Struktura dźwięków          | [ 31 ] |
| NNFoF – „Zapomnij o ulicach” (gościnnie: HuczuHucz, Erking, Żyt Toster, Emas, Stillo) | 2012 | —                         | No Name Full of Fame        | [ 32 ] |
| Spec – „Na granicy” (gościnnie: HuczuHucz, Bonson, Kisiel)                            | 2012 | SelektaStudio             | —                           | [ 33 ] |
| Stochu – „Reprezentuj” (gościnnie: HuczuHucz)                                         | 2013 | OGfilms, New Decade Media | One Flight Ahead            | [ 34 ] |
| Deobson – „Patrzę na świat” (gościnnie: HuczuHucz, Zeus)                              | 2013 | Blood Simple Films        | Oddycham                    | [ 35 ] |